# Беверлі Годдард
Беверлі Годдард  (англ. Bev Goddard-Callender; нар. 28 серпня 1956) — британська легкоатлетка, олімпійська медалістка.

## Виступи на Олімпіадах
| Олімпіада         | Дисципліна              | Місце     |
| ----------------- | ----------------------- | --------- |
| Монреаль 1976     | біг на 200 метрів       | 6 h2 r2/4 |
| Москва 1980       | біг на 200 метрів       | 6         |
| Москва 1980       | естафета 4 x 100 метрів | 3         |
| Лос-Анджелес 1984 | естафета 4 x 100 метрів | 3         |